# Палтни, Дэниэл
Дэниэл Палтни (англ. Daniel Pulteney; ок. 1684 — 7 сентября 1731) — британский  политический деятель и дипломат; посол Великобритании в Дании (1706—1715).

## Биография
Дэниэл Палтни был старшим сыном сэра Джона Палтни, который был членом парламента, и его супруги Люси Колвилл.
Получил образование в Крайст-черче, одном из колледжей Оксфордского университета, в который поступил в возрасте 15 лет, но учёную степень не получил. В правление королевы Анны Стюарт Палтни был отправлен в Данию в качестве посла, в должности которого был до 1715 года. После возвращения на родину, с 1717 по 1720 год служил в качестве комиссара по торговле, как член Торговой палаты.
В 1721 году Палтни был назначен лордом-членом Комитета Адмиралтейства, в том же году он был избран в парламент Великобритании. Став депутатом парламента, Палтни составил оппозицию Роберту Уолполу, который в то время был премьер-министром страны.
Скончался 7 сентября 1731 года в возрасте около 47 лет, был похоронен в Вестминстерском аббатстве.